# Вімблдонський турнір 1993
Вімблдонський турнір 1993 проходив з 21 червня по 4 липня 1993 року на кортах Всеанглійського клубу лаун-тенісу і крокету в передмісті Лондона Вімблдоні. Це був 107-й Вімблдонський чемпіонат, а також третій турнір Великого шолома з початку року. Турнір входив до програм ATP та WTA турів.

## Огляд подій та досягнень
Минулорічний чемпіон в чоловічому одиночному розряді Андре Агассі поступився в чвертьфіналі Піту Сампрасу, який і виграв турнір. Ця перемога була першою з семи звитяг Сампраса на Вімблдоні, а також його другим титулом Великого шолома. 
Штеффі Граф перемогла в жіночому одиночному розряді втретє поспіль. Усього це були її 5-те вімблдонське чемпіонство та 13-ий титул Великого шолома. Фіналістка, Яна Новотна, вигравала 4-1 в третьому сеті, але не змогла втримати перевагу. На врученні нагород вона розплакалася на плечі в герцогині, і та пообіцяла Яні, що вона ще виграє. Яна виграла фінал Вімблдону за третьою спробою.
У чоловічому парному розряді вперше тріумфували Вудіз. Для Тодда Вудбріджа це була четверта перемога в мейджорах, для Марка Вудфорда — шоста. Марк Вудфорд здобув ще один титул чемпіона Вімблдону в міскті, граючи з Мартіною Навратіловою, яка стала вімблдоською чемпіонкою 18-й раз (враховуючи одиночні, парні змагання та мікст) і виграла 55-ий мейджор.
Чемпіонками жіночого парного розряду стали Джиджі Фернандес (2-й Вімблдон, 9-й мейджор) та Наташа Звєрєва (3-й Вімблдон, 10-й мейджор).

## Результати фінальних матчів

### Дорослі
| Одиночний розряд. Джентльмени    |                               |                              |
| Піт Сампрас                      | Джим Кур'є                    | 7–6(7–3), 7–6(8–6), 3–6, 6–3 |
|                                  |                               |                              |
| Одиночний розряд. Леді           |                               |                              |
| Штеффі Граф                      | Яна Новотна                   | 7–6(8–6), 1–6, 6–4           |
|                                  |                               |                              |
| Парний розряд. Джентльмени       |                               |                              |
| Тодд Вудбрідж Марк Вудфорд       | Грант Коннелл Патрік Гелбрайт | 7–5, 6–3, 7–6(7–4)           |
|                                  |                               |                              |
| Парний розряд. Леді              |                               |                              |
| Джиджі Фернандес Наташа Звєрєва  | Лариса Нейланд Яна Новотна    | 6–4, 6–7(4–7), 6–4           |
|                                  |                               |                              |
| Мікст                            |                               |                              |
| Мартіна Навратілова Марк Вудфорд | Манон Боллеграф Том Нейссен   | 6–3, 6–4                     |
|                                  |                               |                              |

### Юніори
| Одиночний розряд. Хлопці     |                             |                         |
| Резван Сабеу                 | Джимі Шиманскі              | 6–1, 6–3                |
|                              |                             |                         |
| Одиночний розряд. Дівчата    |                             |                         |
| Нансі Фабер                  | Ріта Гранде                 | 7–6(7–3), 1–6, 6–2      |
|                              |                             |                         |
| Парний розряд. Хлопці        |                             |                         |
| Стівен Даунс Джеймс Грінгалф | Невілл Годвін Гарет Вільямс | 6–7(6–8), 7–6(7–4), 7–5 |
|                              |                             |                         |
| Парний розряд. Дівчата       |                             |                         |
| Лоранс Куртуа Нансі Фабер    | Мотідзукі Хіроко Йосіда Юка | 6–3, 6–4                |
|                              |                             |                         |